# Korthalsella japonica
Korthalsella japonica là một loài thực vật có hoa trong họ Santalaceae. Loài này được (Thunb.) Engl. mô tả khoa học đầu tiên năm 1897.

## Hình ảnh

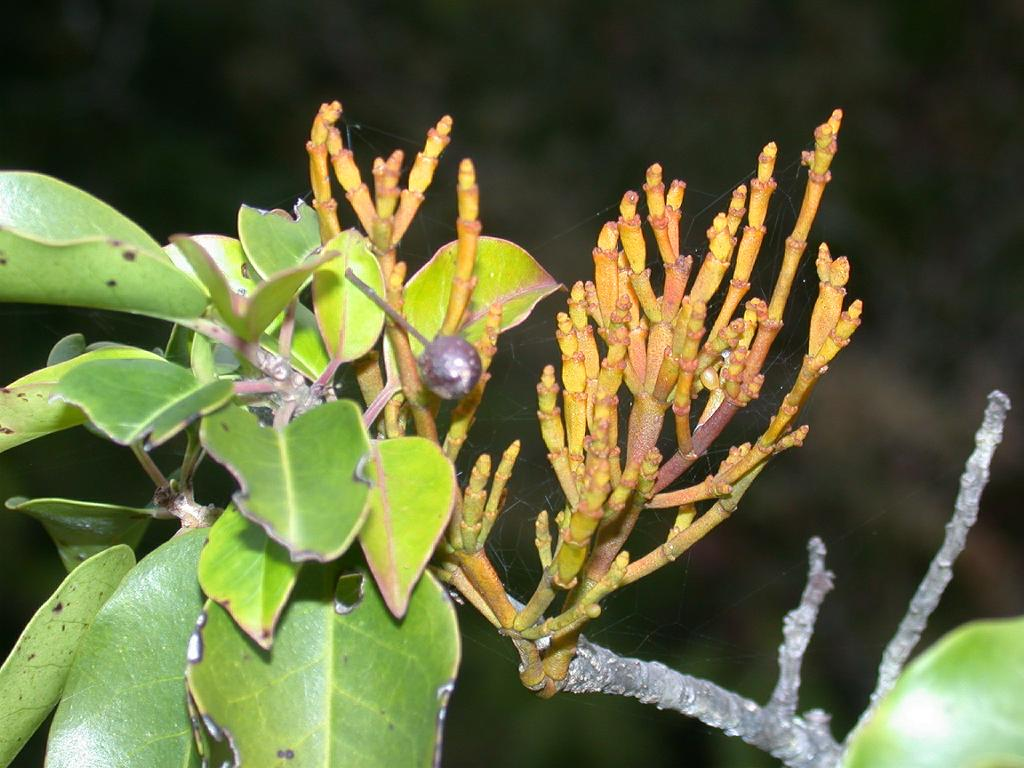